# Lates angustifrons
Lates angustifrons är en fiskart som beskrevs av Boulenger, 1906. Lates angustifrons ingår i släktet Lates och familjen Latidae. IUCN kategoriserar arten globalt som starkt hotad. Inga underarter finns listade i Catalogue of Life.